# Фролов, Иван Фёдорович
Фролов Иван Фёдорович (9 октября 1902, деревня Владимировка, Рославльский уезд, Смоленская губерния, Российская империя – 16 августа 1968 г., Москва) – советский военачальник, генерал-полковник артиллерии (1958).

## Биография
Из семьи крестьянина. Окончил земскую школу. Работал учеником слесаря на Брянском инструментальном заводе.
В 1920 году добровольцем вступил в Красную Армию и поступил на Брянские курсы красных командиров. Однако в 1921 году был отозван из армии по распоряжению губернского комитета РКП(б) и направлен на учёбу в губернскую совпартшколу. По её окончании — на партийной работе.
Однако желал продолжить армейскую службу и в сентябре 1923 года по партийной мобилизации добился вновь зачисления в РККА. С 1923 года служил политруком сводного эскадрона 4-й стрелковой дивизии. В 1927 году экстерном сдал экзамен за курс артиллерийского училища. В 1929 году окончил артиллерийские командные курсы усовершенствования комсостава. С 1929 года — помощник командира артиллерийской батареи 8-го артиллерийского полка 5-го стрелкового корпуса в Белорусском военном округе, командир учебной батареи 5-го корпусного артиллерийского полка, командиром артиллерийского дивизиона, с 1937 года — командир 5-го корпусного артиллерийского полка.
С октября 1938 года по апрель 1939 года находился в служебной командировке в Испании, участвовал в гражданской войне. С 1940 по 1942 годы вновь служил за границей, был военным советником в Китае, участвовал в освободительной войне китайского народа против Японии.
На фронт Великой Отечественной войны полковник И. Ф. Фролов прибыл в январе 1943 года, когда был назначен командующим артиллерии 3-го механизированного корпуса (командир корпуса – М. Е. Катуков). Участвовал с корпусом в Курской битве, в разгар которой, 14 июля 1943 года был назначен командующим артиллерией 1-й танковой армии. Был им по январь 1944 года и затем с июня 1944 года до конца войны, когда армия стала именоваться 1-й гвардейской танковой армией. Хорошо руководил действиями артиллеристов армии в Курской битве, в Белгородско-Харьковской, Житомирско-Бердичевской, Львовско-Сандомирской, Висло-Одерской, Восточно-Померанской и в Берлинской наступательных операциях. За умелое командование артиллерией армии в годы войны был награждён пятью боевыми орденами.
После войны продолжал службы в Советской Армии. Командовал артиллерией ряда военных округов, в 1958 году служил начальником ракетных войск и артиллерии Группы советских войск в Германии.
Умер  16 августа 1968 года. Похоронен в Одессе, на Втором Христианском кладбище.

## Воинские звания
- Генерал-майор артиллерии (28.09.1943)
- Генерал-лейтенант артиллерии (11.05.1949)
- Генерал-полковник артиллерии (18.02.1958)

## Награды
- орден Ленина (20.06.1949)
- орден Красного Знамени (27.08.1943, 25.08.1944, 3.11.1944, 03.11.1953)
- орден Суворова 2-й степени (06.04.1945)
- орден Богдана Хмельницкого 1-й степени (31.05.1945)
- орден Отечественной войны 1-й степени (10.01.1944)
- медали СССР, в том числе «За взятие Берлина» и «За освобождение Варшавы»
- орден Облаков и Знамени (Китай)
- орден «Крест Грюнвальда» 3-й степени (ПНР)
- орден Virtuti Militari 5-й степени (ПНР)
- медали иностранных государств